# پیتر میچل گرنت
پروفسور پیتر میچل گرنت (به انگلیسی: Peter Mitchell Grant)؛ (زاده ۲۰ ژوئن ۱۹۴۴) همکار ارشد افتخاری مؤسسه مهندسی و تکنولوژی (FIEE) و مؤسسه مهندسان برق و الکترونیک (FIEEE)، استاد آکادمی آموزش عالی (FHEA) و استاد و رئیس دانشکده مهندسی و الکترونیک در دانشگاه ادینبرو اهل انگلستان است. وی در سال ۲۰۰۴، به خاطر «مشارکت برجسته در پردازش سیگنال»۸۲ مین نشان فارادی را دریافت کرد. علاوه بر آن جوایزی همچون FREng و انجمن سلطنتی ادینبورگ (FRSE) را دریافت کرد.

## تحصیلات
پیتر میچل گرانت در سنت اندروز زاده شد و در پرتشایر اسکاتلند تحصیل کرد. او مهندسی برق و الکترونیک (BSc Hons) را در دانشگاه هریوت-وات و سپس دکترای خود را در دانشگاه ادینبورگ گذراند.

## انتشارات
گرانت بیش از چهارصد نشریه به نام خود منتشر کرد، از جمله چهار کتاب:
- Колин Ф. Н. Кован; Peter M. Grant; Peter F. Adams (1985). Adaptive filters. Prentice-Hall. ISBN 978-0-13-004037-4.
- Peter M. Grant; Colin F.N. Cowan; B. Mulgrew (1989). Analogue and Digital Signal Processing. Chartwell-Bratt. ISBN 0-86238-206-8.
- Ian A. Glover; Peter M. Grant (1997). Digital Communications. Prentice Hall. ISBN 0-13-565391-6.
- Bernard Mulgrew; Peter M. Grant; John S. Thompson (1998). Digital Signal Processing: Concepts and Applications. Palgrave. ISBN 0-333-96356-3.